# Perfect Illusion
Perfect Illusion è un singolo della cantante statunitense Lady Gaga, pubblicato il 9 settembre 2016 come primo estratto dal quinto album in studio Joanne.
Il brano ha conseguito critiche miste e la rivista Rolling Stone l'ha inserito al ventottesimo posto dei cinquanta migliori brani del 2016.

## Descrizione
La canzone è stata scritta e prodotta dall'artista insieme a Mark Ronson, Kevin Parker e Blood Pop e registrata a Los Angeles. Ronson ha affermato che l'artista è stata fortemente coinvolta durante la produzione della canzone. È stata descritta come una canzone pop e dance rock; il sito italiano Rockol la descrive come uno dei momenti più vicini al pop rock dell'album. Lo schema interno del brano è costituito da un riff di chitarra, energiche strofe e dal breakdown di chitarra e cantato prima del ritornello finale, in cui la cantante ripete a squarciagola il titolo del brano.

## Copertina
Nel maggio 2016, Idolator ha fatto trapelare la notizia che Lady Gaga era stata in sala di registrazione con Ronson, insieme a BloodPop e Parker. Ronson ha inoltre postato uno scatto del gruppo che lavorava insieme sul suo profilo Instagram con una didascalia con scritto "Illusion".
Due giorni prima della pubblicazione, il 7 settembre 2016, la cantante ha rivelato tramite Instagram la copertina del singolo ed alcune strofe del brano: "I don't need eyes to see / I felt you touchin' me / High like amphetamine / Maybe you're just a dream".

## Promozione
Molte radio internazionali, nei giorni antecedenti all'uscita del singolo, hanno annunciato di averlo ascoltato. La data d'uscita era stata involontariamente comunicata una settimana prima dal sito internet della cantante. La canzone è stata pubblicata ufficialmente il 9 settembre 2016 in anteprima sulla radio BBC Radio 1.
Lady Gaga ha eseguito la canzone dal vivo durante la mini tournée Dive Bar Tour e per la prima volta in televisione allo show giapponese SMAPxSMAP.
Nella copertina la cantante è fotografata sospesa in aria durante un salto con i capelli scompigliati al vento e con in mano un microfono. Sullo sfondo si vede un tramonto sul deserto, luogo delle riprese del video musicale.

## Accoglienza

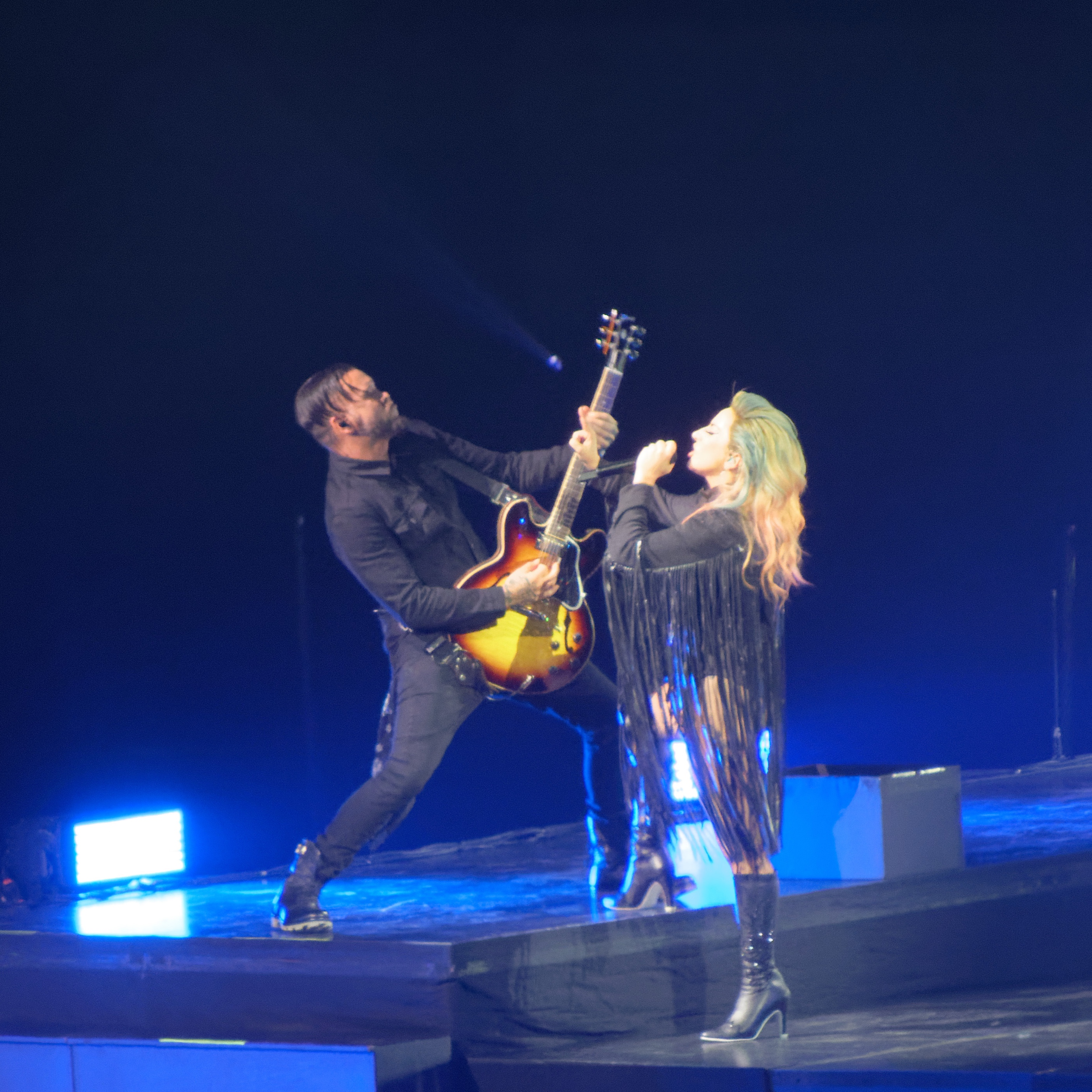
Lady Gaga esegue Perfect Illusion al Joanne World Tour

La canzone al suo debutto ha ricevuto in generale critiche positive. Secondo Mark Savage della BBC Music, Perfect Illusion è un brano disco-rock che è costruito attorno a una movimentata sequenza di note che, secondo lui, manifesta un "intenso senso di drammaticità". Secondo Savage, inoltre, il canto è autentico e non artificiale per tutto il brano, con il rigetto di autotune. Sulla rivista The New Zealand Herald il brano è stato definito "una sensazionale svolta pop-rock con un po' meno di quella luminosità electro pop che ci saremmo potuti aspettare dai suoi primi dischi. È come i The Killers che incontrano Kylie". Hugh McIntyre di Forbes ha scritto "il brano simultaneamente proietta Gaga in una nuova direzione, ma mantenendo quelle qualità che la hanno resa popolare". Alice Vincent di The Daily Telegraph ha assegnato alla canzone 4 stelle su 5, dicendo che "la canzone mi spinge a scrivere che questo è un ritorno alla Lady Gaga di Just Dance: un pop semplice, orecchiabile, riempi-pista da discoteca, che fa urlare uno stadio." Ha anche lodato le qualità canore della cantante e il modo in cui fa emozionare. Secondo Jess Denham da The Independent, Perfect Illusion ha un sound molto più rock rispetto a Just Dance e Poker Face; ha anche intessuto un elogio della voce della cantante, paragonando le strofe del brano a quelle del cantante Bruce Springsteen, e ha affermato che il brano "è assolutamente catchy e sicuramente verrà ballato in pista". Robbie Daw di Idolator ha descritto Gaga come una "dea del rock". Ha aggiunto anche che il brano è un allontanamento dai sound degli album precedenti, ma che per i toni "cupi e grunge" può essere più accostato a Born This Way. Scrivendo per The Verge, Kaitlyn Tiffany ha paragonato il brano a Bad Romance ma con quella «percentuale extra di adrenalina di un grande brano rock da stadio e certi sintetizzatori anni ottanta vivaci, ma abbastanza raggelanti». Billboard ha detto "prendendo giuste tutte le note disco-rock, non c'è dubbio che Lady Gaga sia tornata e sia destinata a regnare suprema." In una recensione per The Daily Beast, Kevin Fallon si è pronunciato davvero sbalordito dal cambiamento di tonalità del brano e ha esaltato il canto di Lady Gaga affermando che «la voce di Gaga è esplosiva e poliedrica».
Altri hanno avuto invece critiche differenti; USA Today ha ricollegato il brano ai lavori precedenti dell'artista ed ha scritto "Anche se non perfetto, il brano è di impatto e divertente. Semplicemente non è rivoluzionario." Richard S. He del The Guardian ha invece definito il come back della cantante "non entusiasmante" ed ha criticato il brano per il testo e la musica.

## Video musicale
Secondo Page Six, il videoclip è stato girato in un deserto nei dintorni di Los Angeles, per oltre due giorni.
Il video musicale è stato presentato durante la prima puntata della seconda stagione di Scream Queens ed è stato poi reso disponibile tramite il canale ufficiale della cantante il 20 settembre 2016. All'inizio del filmato si vede Gaga che guida un fuoristrada in modo spericolato fino ad arrivare in una landa desertica, luogo dove inizia a cantare e a ballare. Si alternano tra di loro scene in cui la cantante si esibisce in mezzo ad una folla esultante ad altre in cui invece canta da sola in mezzo al deserto. Alla fine del video infatti tutto ciò che la circonda scompare, come se fosse stata solo un'illusione, e Lady Gaga si ritrova sola in mezzo al nulla.

## Tracce
1. Perfect Illusion – 3:02

## Formazione
Musicisti
- Lady Gaga – voce
- Josh Homme – chitarra
- Kevin Parker – chitarra, sintetizzatore, batteria
- Mark Ronson – chitarra, sintetizzatore
- BloodPop – base ritmica, basso, sintetizzatore

Produzione
- Lady Gaga – produzione
- Mark Ronson – produzione
- BloodPop – produzione
- Kevin Parker – produzione
- Joshua Blair – registrazione
- David "Squirrel" Covell – assistenza alla registrazione
- Barry McCready – assistenza alla registrazione
- Justin Smith – assistenza alla registrazione
- Șerban Ghenea – missaggio
- John Hanes – ingegneria del suono

## Classifiche

### Classifiche settimanali
| Classifica (2016)    | Posizione massima |
| -------------------- | ----------------- |
| Australia            | 14                |
| Austria              | 21                |
| Belgio (Fiandre)     | 43                |
| Belgio (Vallonia)    | 51                |
| Canada               | 17                |
| Francia              | 1                 |
| Germania             | 31                |
| Irlanda              | 22                |
| Italia               | 5                 |
| Libano               | 15                |
| Nuova Zelanda        | 31                |
| Paesi Bassi          | 58                |
| Polonia              | 50                |
| Portogallo           | 14                |
| Regno Unito          | 12                |
| Repubblica Ceca      | 7                 |
| Slovacchia           | 37                |
| Slovenia             | 41                |
| Spagna               | 34                |
| Stati Uniti          | 15                |
| Svezia               | 38                |
| Svizzera             | 16                |
| Ungheria (download)  | 3                 |
| Ungheria (streaming) | 24                |

### Classifiche di fine anno
| Classifica (2016)   | Posizione |
| ------------------- | --------- |
| Ungheria (download) | 62        |